# Vandret
Et objekt er i den vandrette eller horisontale position, når den er stillet i "venstre-højre" retningen og dermed parallelt med horisonten.
I realiteten er vandret et konstrueret plan. Jorden radius gør, at horisonten er krum og aldeles ikke vandret. Dette har praktiske konsekvenser. Ved opmålingsarbejderne før byggeriet af Storebæltsbroen måtte man give afkald på hjælpemidler som lineal, vaterpas og nivellerinstrument. I stedet måtte højdemålene placeres efter princippet med en fyldt vandslange med opadbøjede ender, hvor vandstanden altid vil være lige høj, uanset slangens længde. Her bestemmes højden nemlig af jordens tyngdefelt. "Vandret" bliver med andre ord til et særtilfælde af "lodret"!
Også historisk har lodret været den oprindelige akse, som kunne findes ved hjælp af en lodsnor. Vandret var da det plan, som står vinkelret på det lodrette plan.